# Shō (Instrument)

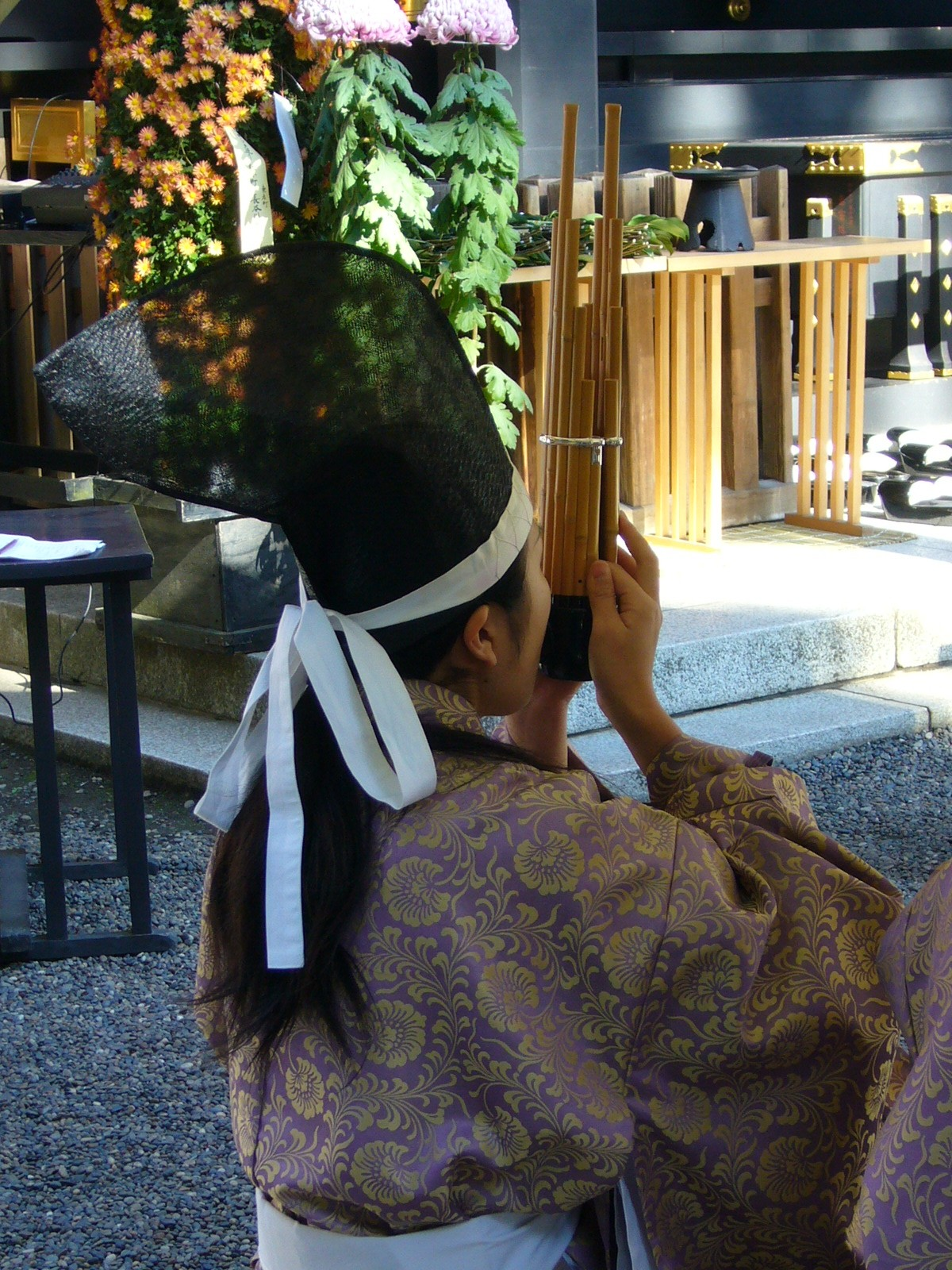
Shō-Spieler

Shō, auch scho, syô (jap. 笙), ist eine Mundorgel, die in der höfischen japanischen Musik (gagaku) gespielt wird. Das Durchschlagzungeninstrument besitzt 17 kurze Bambuspfeifen, die mit einem Ende in einer hölzernen Windkammer stecken, in die durch ein kurzes Mundstück Luft geblasen wird.

## Bauform und Spielweise
Die Vorläufer der shō entstanden in China, wo sie unter dem Namen sheng zuerst und mehrfach im Buch der Lieder (10. bis 7. Jahrhundert v. Chr.) erwähnt werden. Die in China am weitesten verbreitete sheng ist von der Form eng mit der shō verwandt, ähnlich ist auch die chinesische hulusi mit einer Windkammer aus einer Kalebasse. Bei einer anderen Form von Mundorgeln führen die Pfeifen durch die Windkammer hindurch und ragen am unteren Ende hinaus. Hierzu gehören die khaen in der nordostthailändischen Region Isan und in Laos sowie die qeej der Hmong.
Die shō besteht aus einem tassenförmigen hölzernen Unterteil, in welchen 17 gelochte Pfeifen, zwei davon stumm, aus Bambus eingesetzt sind. Der Ton wird erzeugt, indem man durch eine Öffnung in den unteren Korpus bläst. Dadurch wird in der Pfeife, deren Loch zugehalten wird, ein eingeschnittenes, beschichtetes Metallblatt, das in ähnlicher Art in der westlichen Mundharmonika den Klang erzeugt, zum Schwingen gebracht (durchschlagende Zunge). Die Stimmung der einzelnen Pfeifen wird durch einen kleinen Wachstropfen auf dem Blatt und variablen Schlitzen auf deren Rückseite festgelegt. Die Pfeifen sind annähernd symmetrisch und damit nicht in chromatischer Reihenfolge angeordnet, um die Balance des Instruments nicht zu stören. Das größte Problem beim Spielen der shō ist es, die Ansammlung von Feuchtigkeit auf den Stimmzungen zu vermeiden, da sie sonst nicht klingen. In Spielpausen wird es daher über einem kleinen Kohlenfeuer, das in weißen Tonschalen (hibachi) vor den Musikern steht, erhitzt, dafür gibt es heute auch Elektroöfen.
In manchen Vokalmusikformen und im komagaku (der aus Korea stammenden Musik) spielt die shō die Melodie; ihre Hauptfunktion ist jedoch harmonischer Natur. Die Akkorde oder Tonfolgen der shō, japanisch aitake, deren tiefster Ton dem Melodieton entspricht, beginnen leise, werden lauter und erreichen einen Höhepunkt, kurz bevor sich in der Mitte des Taktes der Wechsel zum nächsten Akkord vollzieht. Da sowohl ein- als auch ausgeatmete Luft das Blatt schwingen lassen, ist der Klang kontinuierlich. Anders als in der westlichen Musik dienen die Akkorde nicht dazu, die Klangfarbe der Melodie zu bestimmen und eine Spannung aufzubauen, die aufgelöst werden muss. Nach William P. Malm werden im Gagaku zumindest die Akkorde der shō dazu benutzt, die Melodie „einzufrieren“ und sie vom Zuhörer zu distanzieren.
In der westlichen Musik kommt die shō in der Oper Das Mädchen mit den Schwefelhölzern von Helmut Lachenmann, bei John Cage, Stephan Micus und in mehreren Werken von Gerhard Stäbler (darunter im Konzert für shō und Orchester Tsuki, Subaru) zum Einsatz. Auch der japanische Komponist Toshio Hosokawa komponierte Werke für shō.

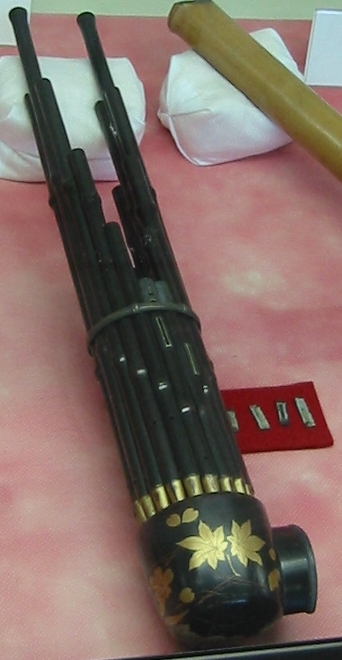
Shō
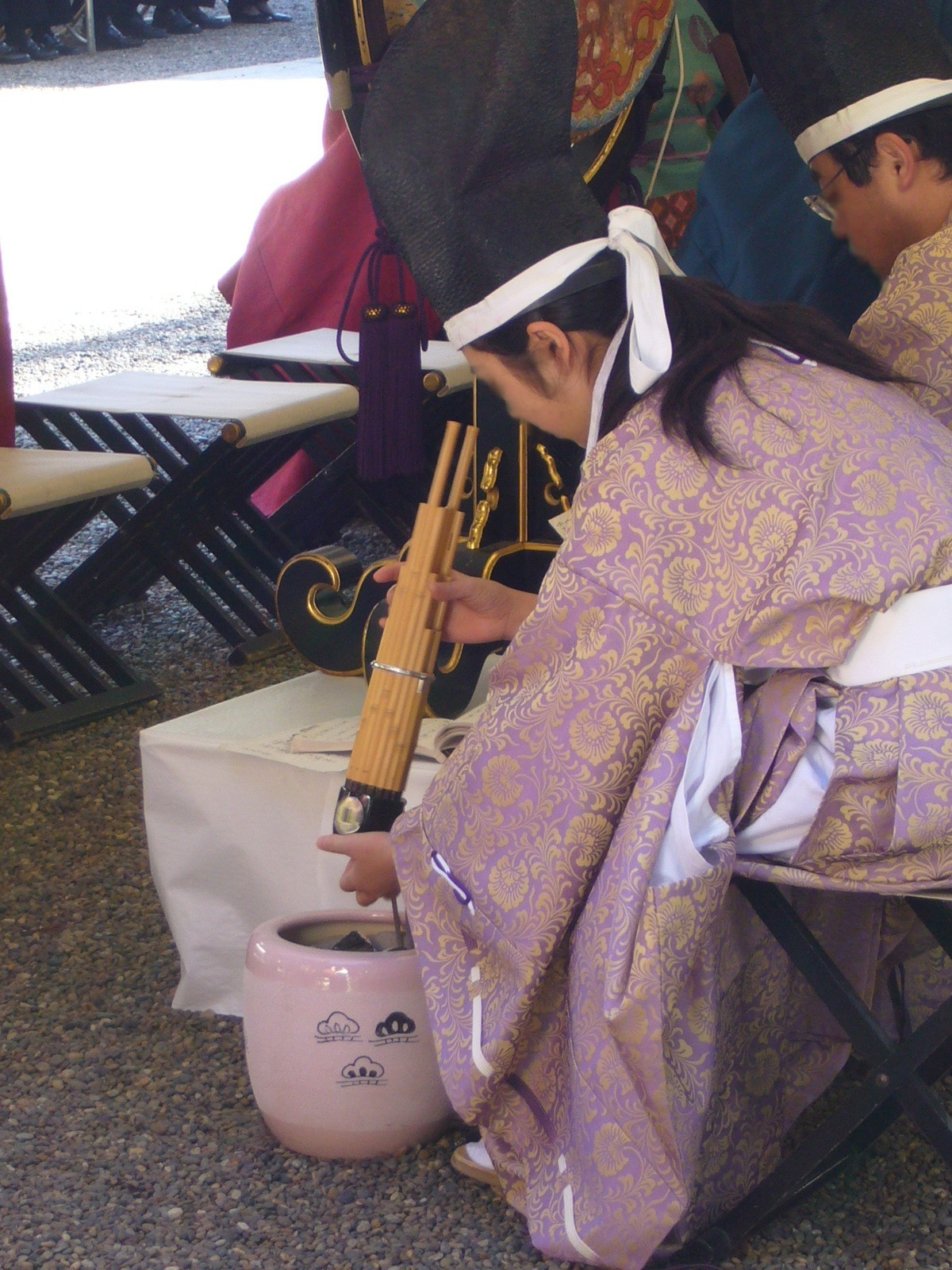
Erhitzen des Instruments
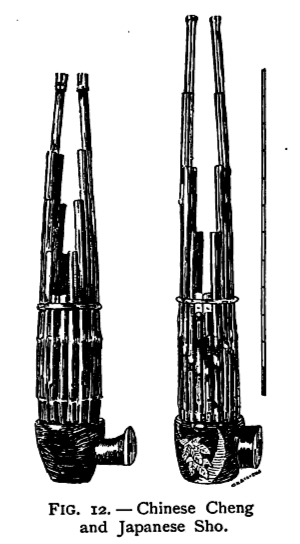
Chinesische sheng (links) und japanische shō (rechts)
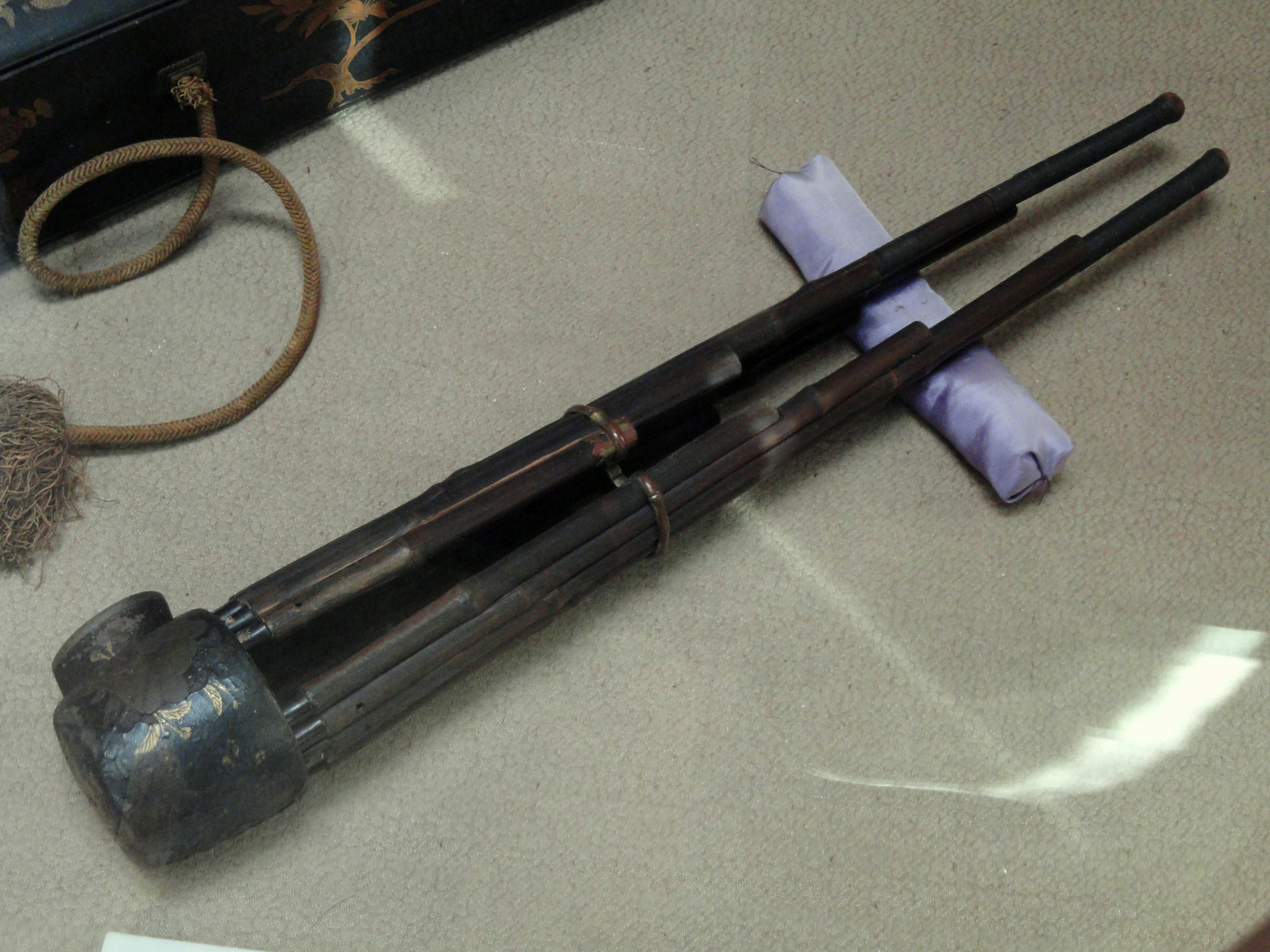
Shō aus dem 12. Jahrhundert